# Henner Hess
Henner Hess (* 12. Januar 1940 in Olmütz) ist ein deutscher Kriminologe und Soziologe.

## Leben
Er studierte Soziologie in Heidelberg, Lexington und Paris. Nach Promotion (1967) und Habilitation (1976) hatte er zunächst (seit 1979) den Lehrstuhl für Kriminologie der Rijksuniversiteit Utrecht inne. 1982 folgte er dann einem Ruf als Professor für Sozialpädagogik an die Universität Frankfurt am Main. Seit 2001 – und über seine Emeritierung (2005) hinaus – ist er dort auch Direktor des Centre for Drug Research. Neben der Drogenproblematik waren und sind weitere Schwerpunkte seiner Arbeit die kriminologische Theorie, Geschichte und Zukunft der sozialen Kontrolle und Terrorismus. Für sein Buch Mafia (Tübingen 1970, seither 12 Auflagen in 4 Sprachen) erhielt er die Literaturpreise Premio Nazionale Iglesias 1973 und Premio Nazionale Empedocle 1982.
Hess ist Mitbegründer und Direktor des „Centre for Drug Research“ (CDR) und zudem Mitglied im Schildower Kreis, einem Experten-Netzwerk, das gegen die Drogenprohibition argumentiert.

## Werk
Henner Hess bemüht sich zum einen um eine analytische, von politischen Interessen unabhängige, Definition des Begriffs Terrorismus. Für Hess ist „Terrorismus (1) eine Reihe von vorsätzlichen Akten direkter physischer Gewalt, die (2) punktuell und unvorhersehbar, aber systematisch (3) mit dem Ziel psychischer Wirkung auf andere als das physisch getroffene Opfer (4) im Rahmen einer politischen Strategie ausgeführt werden“. Hierbei bezieht Hess sowohl staatlicherseits („repressiver Terrorismus staatlicher Apparate“) begangene Akte als auch solche substaatlicher Terrorgruppen in seine Definition mit ein. Was die substaatlichen Akteure betrifft, unterscheidet Hess zwischen einem „repressiven Terrorismus para-staatlicher oder nicht-staatlicher Gruppen“ und einem „revoltierenden Terrorismus“ sozialrevolutionärer Art. Henner Hess’ Terrorismusdefinition wurde u. a. durch Sebastian Scheerer aufgegriffen.
1997 verfasste Hess sodann zusammen mit Sebastian Scheerer die Skizze einer konstruktivistischen Kriminalitätstheorie, in der die beiden Autoren sich auf Basis von Mikro- und Makroansätzen der allgemeinen Soziologie um eine allgemeine Theorie der Kriminalität bemühen. Da sich ihr Ansatz nicht allein auf den Etikettierungsansatz bezieht, wurden Scheerer und Hess, die beide ursprünglich der Kritischen Kriminologie zugeordnet wurden, von manchen Vertretern der deutschsprachigen Kritischen Kriminologie als oppositionell kritisiert. Im Kriminologischen Journal kam es deswegen vor allem im Jahr 1998 zu einer heftigen Debatte um die Grundlagen einer kritischen Kriminologie. Hess und Scheerer selbst betrachteten die dort gegen ihre allgemeine kriminologische Theorie gerichteten Einwände als wissenschaftlich schwach und vom Ton her als in „Sekten gegenüber Abtrünnigen“ gebräuchlich erinnernd.

## Schriften (Auswahl)
- Mafia. Zentrale Herrschaft und lokale Gegenmacht.  Mohr, Tübingen 1970, ISBN 3-16-545365-9.
- mit Achim Mechler: Ghetto ohne Mauern. Ein Bericht aus der Unterschicht.  edition suhrkamp 606, Frankfurt am Main 1973.
- Rauchen. Geschichte, Geschäfte, Gefahren,  Campus, Frankfurt am Main 1987, ISBN 3-593-33807-6.
- (zusammen mit Johannes Steer): Die ursprüngliche Erfindung des Verbrechens. In: Kriminologisches Journal, 2. Beiheft 1987, S. 18–56.
- (zusammen mit Martin Moerings, Dieter Paas, Sebastian Scheerer und Heinz Steinert): Angriff auf das Herz des Staates. Soziale Entwicklung und Terrorismus. Zwei Bände. Suhrkamp, Frankfurt a. M. 1988.
- La rivolta ambigua. Storia sociale del terrorismo italiano. Sansoni, Firenze 1991, ISBN 88-383-1294-X.
- (zusammen mit Sebastian Scheerer): Was ist Kriminalität? Skizze einer konstruktivistischen Kriminalitätstheorie. In: Kriminologisches Journal, Heft 2, 1997 (Spezialausgabe).
- (zusammen mit Sebastian Scheerer): Theorie der Kriminalität, in: Dietrich Oberwittler und Susanne Karstedt (Hrsg.): Soziologie der Kriminalität. VS Verlag für Sozialwissenschaften, Wiesbaden 2004, ISSN 0023-2653, S. 69–92.
- mit Birgitta Kolte, Henning Schmidt-Semisch: Kontrolliertes Rauchen: Tabakkonsum zwischen Verbot und Vergnügen. Lambertus, Freiburg im Breisgau 2004, ISBN 978-3-7841-1520-7.
- Repression oder Legalisierung? Ein drogenpolitisches Nachwort. In: Bernd Werse (Hrsg.): Drogenmärkte. Strukturen und Szenen des Kleinhandels. Campus, Frankfurt am Main 2008, ISBN 978-3-593-38635-5.
- Die Erfindung des Verbrechens. Springer VS, Wiesbaden 2015, ISBN 978-3-658-10070-4.